# 博泰夫格勒市鎮
42°54′N 23°47′E / 42.900°N 23.783°E
博泰夫格勒市鎮，是保加利亞西部索菲亞州的市鎮，行政中心为博泰夫格勒，面積518.95平方公里，2011年人口33,175，人口密度每平方公里63.9人。